# ماسیمیلیانو بنوچی
ماسیمیلیانو بنوچی (انگلیسی: Massimiliano Benucci؛ زادهٔ ۱۰ نوامبر ۱۹۹۸) بازیکن فوتبال است.
از باشگاه‌هایی که در آن بازی کرده‌است می‌توان به باشگاه فوتبال اتلتیکو آرتزو اشاره کرد.